# Droga ekspresowa

Polski znak drogowy D-7: droga ekspresowa

Polski znak drogowy E15d z numerem drogi ekspresowej

Droga ekspresowa (ang. expressway) – droga publiczna o ograniczonej dostępności, przeznaczona wyłącznie do ruchu pojazdów samochodowych cechująca się:
- wyposażeniem w jedną lub dwie jezdnie,
- wyposażeniem w bezkolizyjne (wielopoziomowe) skrzyżowania z przecinającymi ją innymi drogami transportu lądowego i wodnego, z dopuszczeniem wyjątkowo jednopoziomowych skrzyżowań z drogami publicznymi,
- wyposażeniem w urządzenia obsługi podróżnych, pojazdów i przesyłek, przeznaczonym wyłącznie dla użytkowników drogi[1].

## Parametry techniczne
Nie istnieje uniwersalny standard dróg ekspresowych. Przyjęte w poszczególnych państwach parametry techniczne dróg ekspresowych mogą znacznie się od siebie różnić (np. niektóre prawodawstwa przewidują istnienie dróg ekspresowych jednojezdniowych, inne natomiast dla dróg tej klasy stawiają wymóg istnienia dwóch jezdni).

### Czechy

Czeski znak drogowy IZ2a

Czeski znak drogowy z numerem drogi ekspresowej, a od 01.01.2016 drogi dla pojazdów samochodowych

Od 1 stycznia 2016 w Czechach funkcjonuje wyłącznie sieć autostrad (cz. Dálnice), bowiem tego dnia w czeskim prawodawstwie przestało istnieć pojęcie „droga ekspresowa” (cz. Rychlostní silnice). W zamian pojawił się termin „droga dla pojazdów samochodowych” (cz. Silnice pro motorová vozidla), a dotychczasowe drogi ekspresowe zostały przydzielone do jednej z tych dwóch klas dróg. Zdecydowanej większości odcinków dróg ekspresowych nadano status autostrady, zaś pozostałą część z nich – posiadającą najniższe parametry techniczne – oznaczono, jako drogi dla pojazdów samochodowych (drogi dwujezdniowe I klasy).

### Niemcy

Niemiecki znak drogowy 331.1

W Niemczech drogi ekspresowe (niem. Schnellstraße, Kraftfahrstraße) są podobne do polskich. Na jednojezdniowych obowiązuje ograniczenie prędkości do 100 km/h, a na dwujezdniowych obowiązuje pojęcie prędkości zalecanej 130 km/h (Richtgeschwindigkeit) oraz występuje kilka obostrzeń, m.in.: brak ograniczeń dotyczy wyłącznie motocykli i samochodów osobowych (czyli nie obejmuje aut leasingowanych, rejestrowanych jako osobowo-ciężarowe), a nawierzchnia drogi musi być sucha. Ponadto, jazda z prędkością większą niż zalecana wiąże się z ryzykiem odmowy wypłaty pełnego odszkodowania przez ubezpieczyciela w razie wypadku lub kolizji.

## Oznaczenia
W poszczególnych państwach europejskich stosowane są różne oznaczenia literowe dróg ekspresowych:
- S – Polska, Austria (niem. schnellstraße)
- R – Słowacja (słow. rýchlostná cesta), Czechy do 31 grudnia 2015 (cz. rychlostní silnice)
- H – Słowenia (słoweń. hitra cesta)
- M – Węgry (węg. autóút)
- B – Luksemburg (luks. schnellstrosse), Chorwacja (chorw. brza cesta)